# Hoa thất tử
Heptacodium miconioides, hay còn gọi là hoa thất tử, là một loài thực vật thuộc họ Caprifoliaceae. Đây là loài đặc hữu của Trung Quốc. Quần thể tự nhiên của chúng hiện đang bị đe dọa vì mất môi trường sống, tuy nhiên chúng cũng được trồng làm cảnh. Cây có hoa màu trắng thu hút nhiều loài bướm.

## Hình ảnh

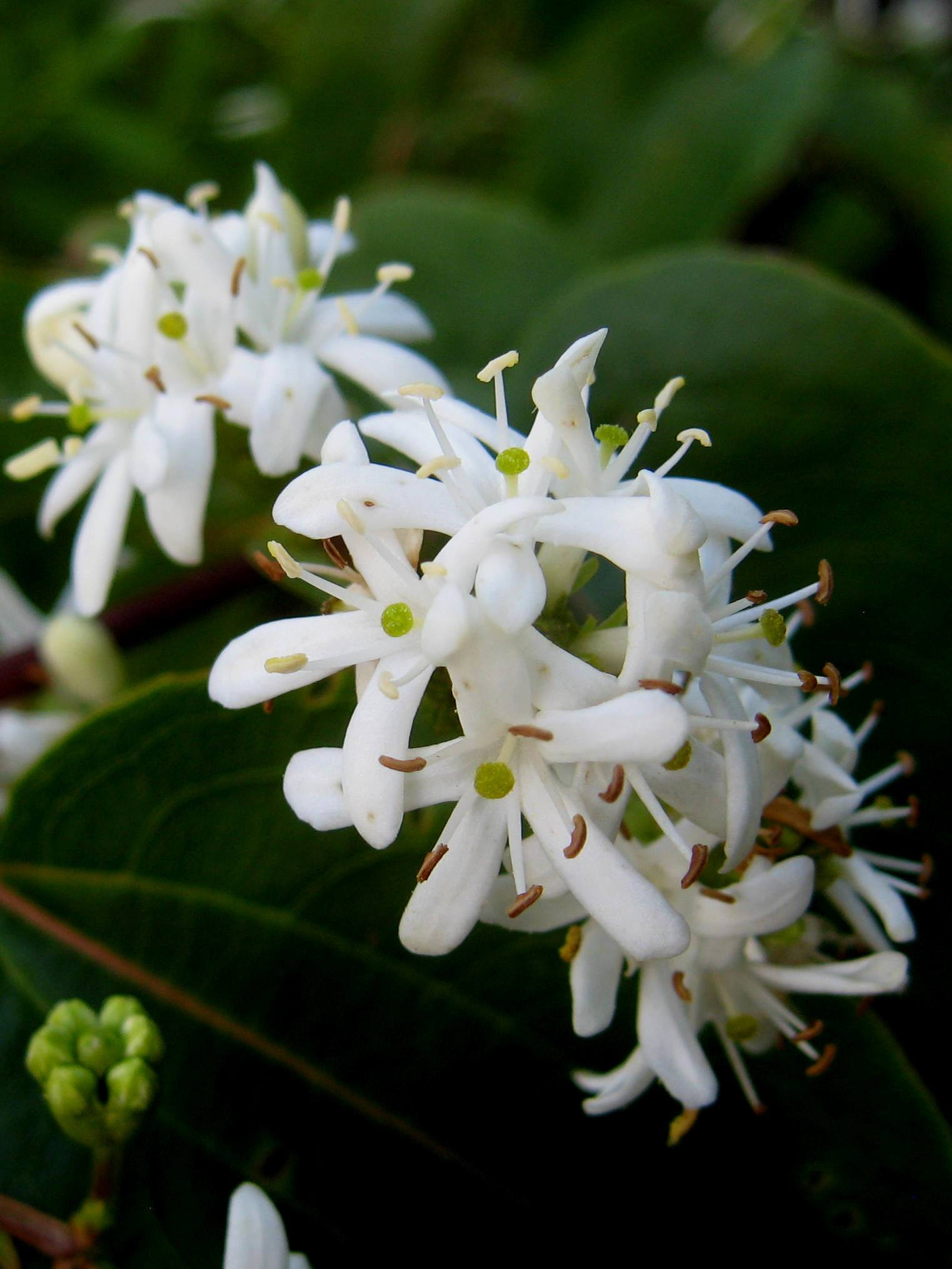
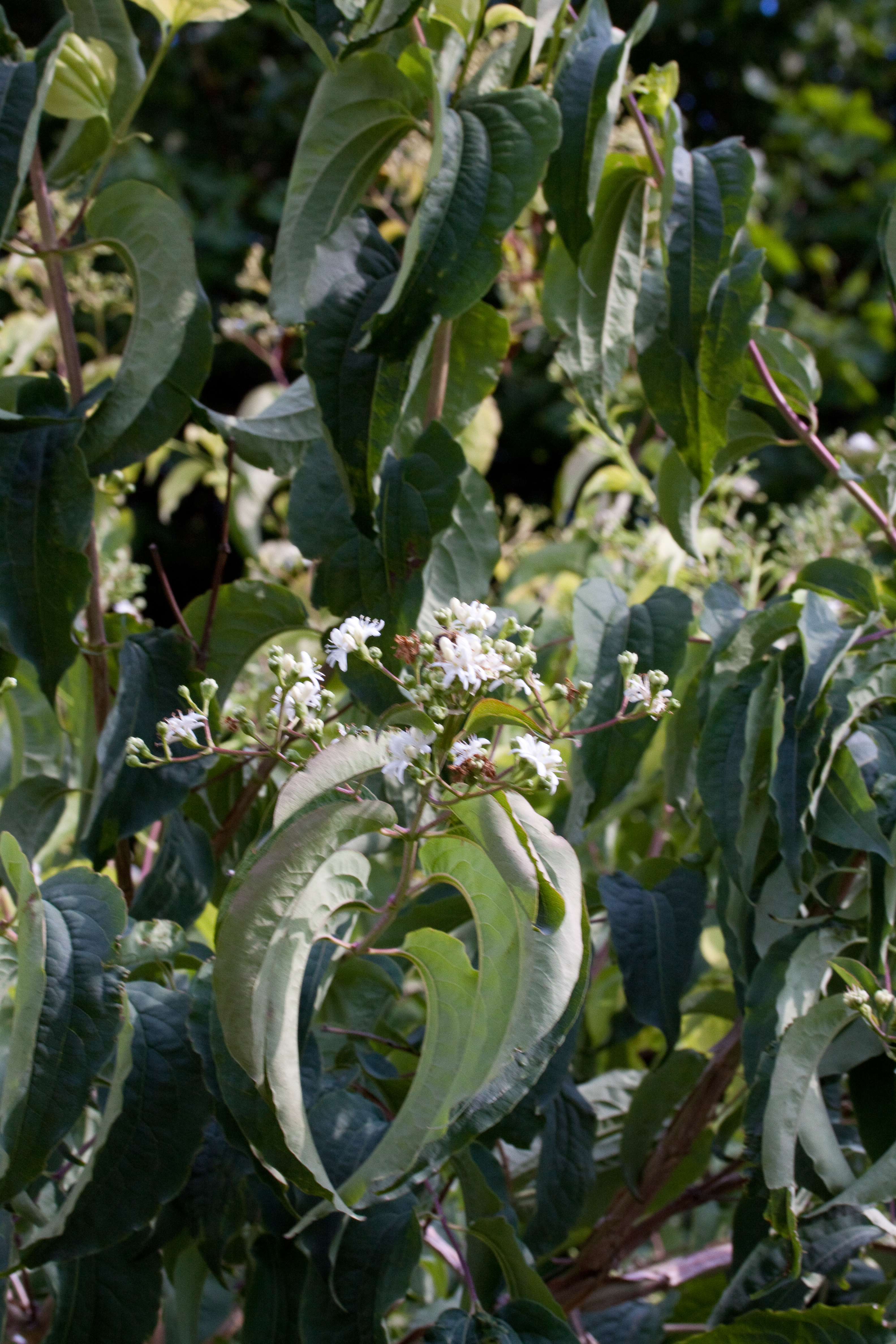
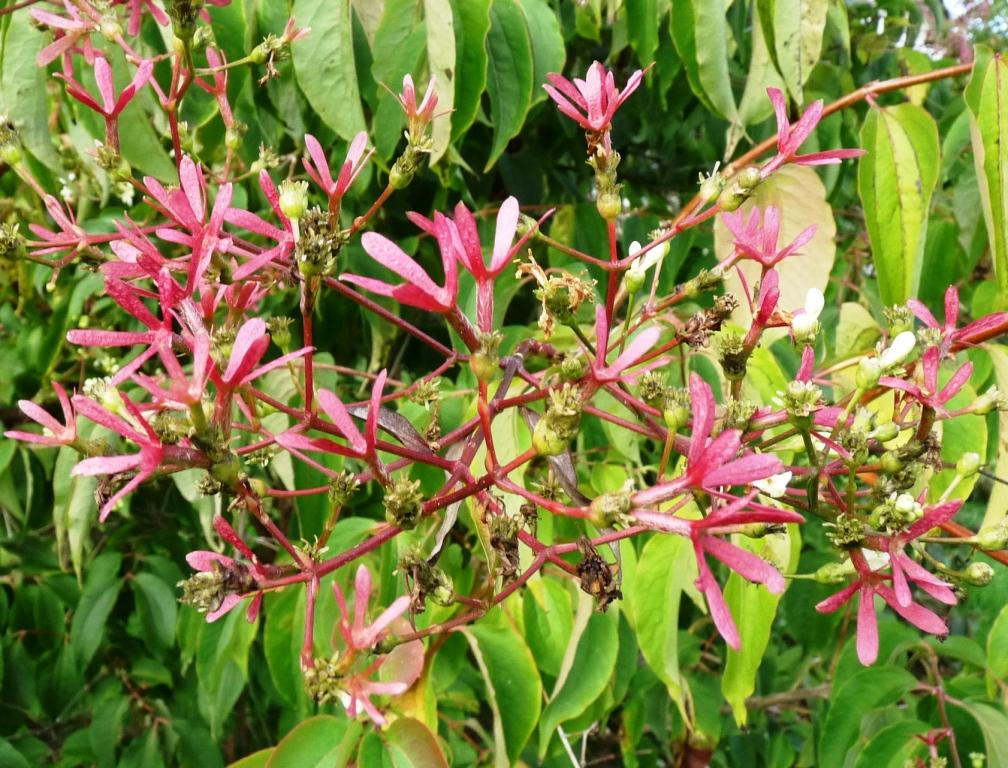